# Luca Stanga
Luca Stanga, né le 23 janvier 2002 à Brescia, est un footballeur italien qui évolue au poste de défenseur central ou latéral au Calcio Lecco

## Biographie
Stanga est né à Brescia, en Lombardie, de parents aux origines roumaines,,,. Il a grandis à Moscazzano, en province de Crémone, où ses parents sont agriculteurs, commençant à jouer au football dans la comune voisine de Credera,,,.

### Carrière en club
Stanga fait ses premiers pas avec l'équipe première dès 2020, lors des matchs de pré-saison, marquant même son premier but — de la tête — lors du match contre l'équipe de Serie C du Vicenza,,,.
Encore présent lors des matchs de pré-saison, il fait ses débuts professionnels avec l'AC Milan  le 9 janvier 2022, remplaçant Alessandro Florenzi lors d'une victoire 3-0 en Serie A contre Venezia,,,,.

### Carrière en sélection
Luca Stanga est sélectionné pour la première fois avec les moins de 19 ans italiens en janvier 2021, alors qu'il est également éligible pour jouer avec la sélection roumaine.

## Palmarès
| AC Milan - Serie A (1) - Champion en 2021-22 |